# Chagey
Chagey (Tchèdji en patois) est une commune française située dans le département de la Haute-Saône, la région culturelle et historique de Franche-Comté et la région administrative Bourgogne-Franche-Comté.

## Géographie

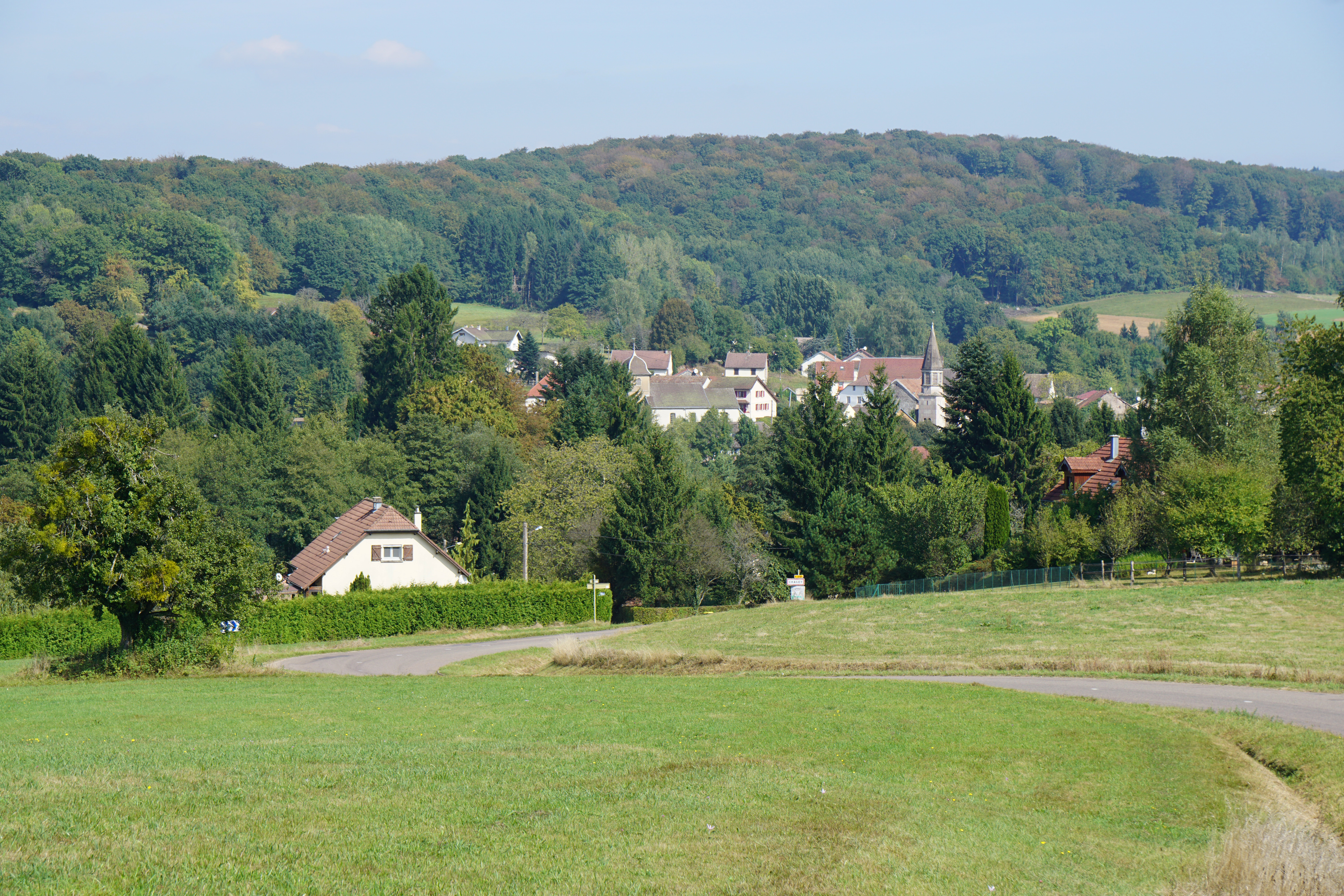
Paysage de Chagey.

Chagey est implanté dans la Trouée de Belfort, entre les Vosges saônoises et les première collines du massif du Jura.

### Hydrographie

La Lizaine à Chagey.
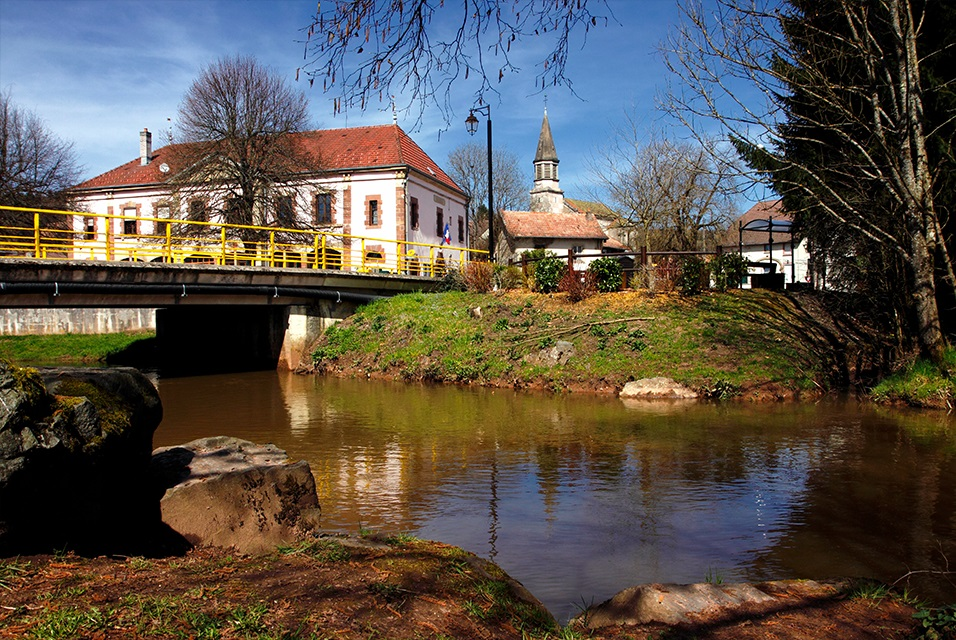
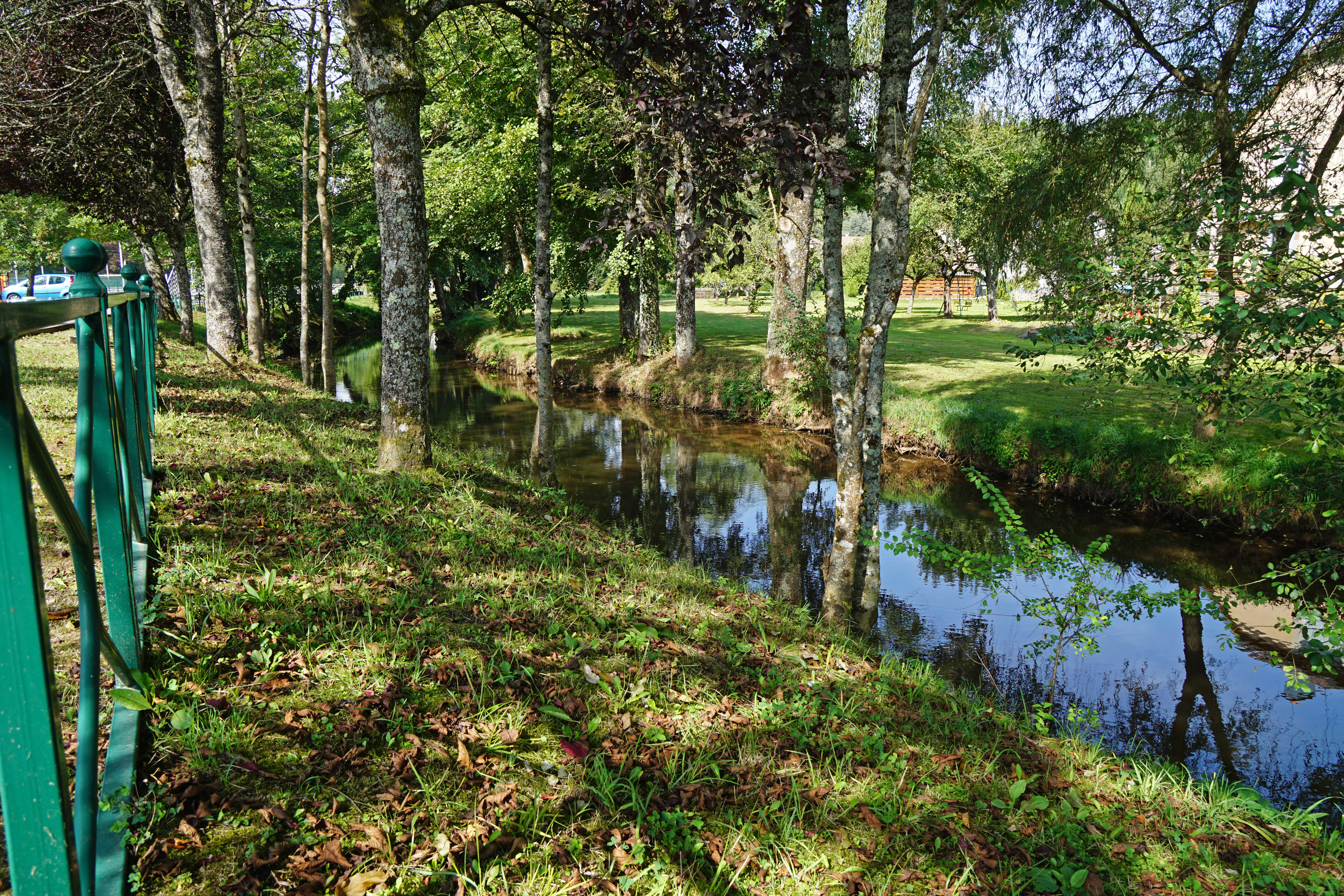
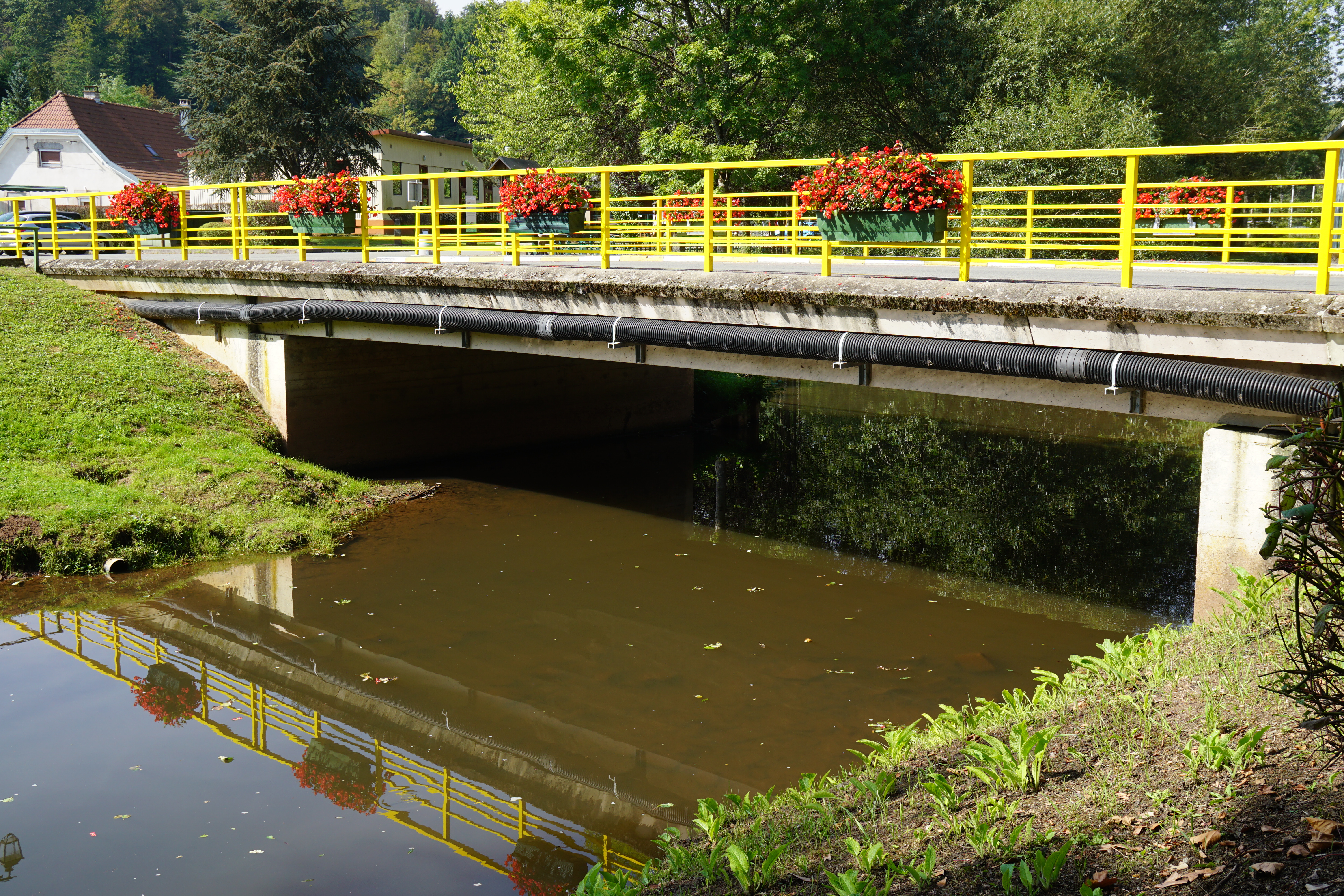

### Climat
Pour des articles plus généraux, voir Climat de la Bourgogne-Franche-Comté et Climat de la Haute-Saône.
En 2010, le climat de la commune est de type climat de montagne, selon une étude du Centre national de la recherche scientifique s'appuyant sur une série de données couvrant la période 1971-2000. En 2020, Météo-France publie une typologie des climats de la France métropolitaine dans laquelle la commune est exposée à un climat semi-continental et est dans une zone de transition entre les régions climatiques « Lorraine, plateau de Langres, Morvan » et « Vosges ». 
Pour la période 1971-2000, la température annuelle moyenne est de 9,9 °C, avec une amplitude thermique annuelle de 17,1 °C. Le cumul annuel moyen de précipitations est de 1 302 mm, avec 13,6 jours de précipitations en janvier et 10,6 jours en juillet. Pour la période 1991-2020, la température moyenne annuelle observée sur la station météorologique de Météo-France la plus proche, « Étobon », sur la commune d'Étobon à 6 km à vol d'oiseau, est de 10,7 °C et le cumul annuel moyen de précipitations est de 1 272,5 mm. 
La température maximale relevée sur cette station est de 38,5 °C, atteinte le 24 juillet 2019 ; la température minimale est de −18 °C, atteinte le 1er mars 2005,,. 
Les paramètres climatiques de la commune ont été estimés pour le milieu du siècle (2041-2070) selon différents scénarios d'émission de gaz à effet de serre à partir des nouvelles projections climatiques de référence DRIAS-2020. Ils sont consultables sur un site dédié publié par Météo-France en novembre 2022.

## Urbanisme

### Typologie
Au 1er janvier 2024, Chagey est catégorisée commune rurale à habitat dispersé, selon la nouvelle grille communale de densité à sept niveaux définie par l'Insee en 2022.
Elle est située hors unité urbaine. Par ailleurs la commune fait partie de l'aire d'attraction de Belfort, dont elle est une commune de la couronne,. Cette aire, qui regroupe 91 communes, est catégorisée dans les aires de 50 000 à moins de 200 000 habitants,.

### Occupation des sols
L'occupation des sols de la commune, telle qu'elle ressort de la base de données européenne d’occupation biophysique des sols Corine Land Cover (CLC), est marquée par l'importance des forêts et milieux semi-naturels (65,4 % en 2018), une proportion identique à celle de 1990 (65,4 %). La répartition détaillée en 2018 est la suivante : 
forêts (65,4 %), zones agricoles hétérogènes (18,3 %), prairies (8,9 %), zones urbanisées (7,4 %). L'évolution de l’occupation des sols de la commune et de ses infrastructures peut être observée sur les différentes représentations cartographiques du territoire : la carte de Cassini (XVIIIe siècle), la carte d'état-major (1820-1866) et les cartes ou photos aériennes de l'IGN pour la période actuelle (1950 à aujourd'hui).

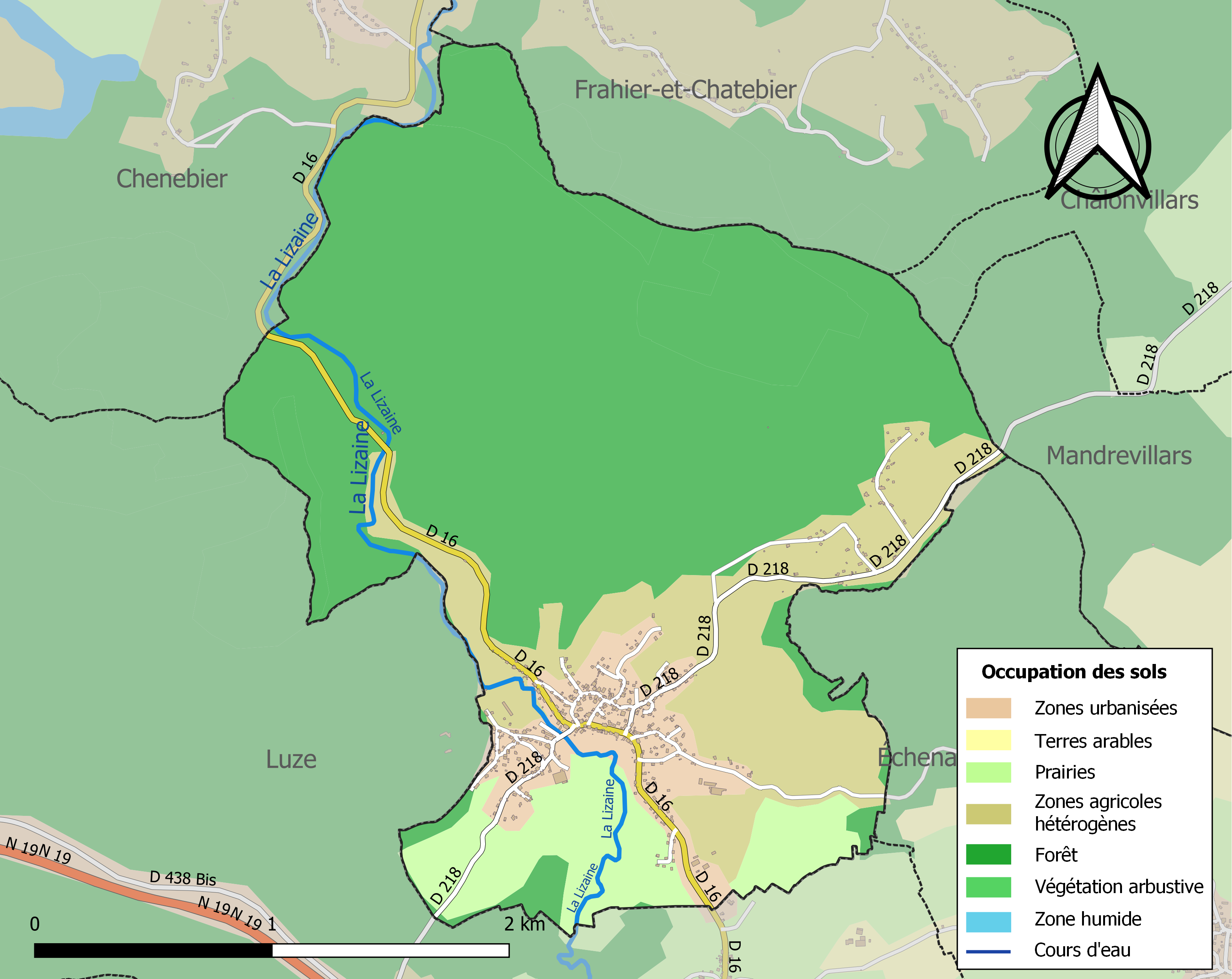
Carte des infrastructures et de l'occupation des sols de la commune en 2018 (CLC).

## Histoire

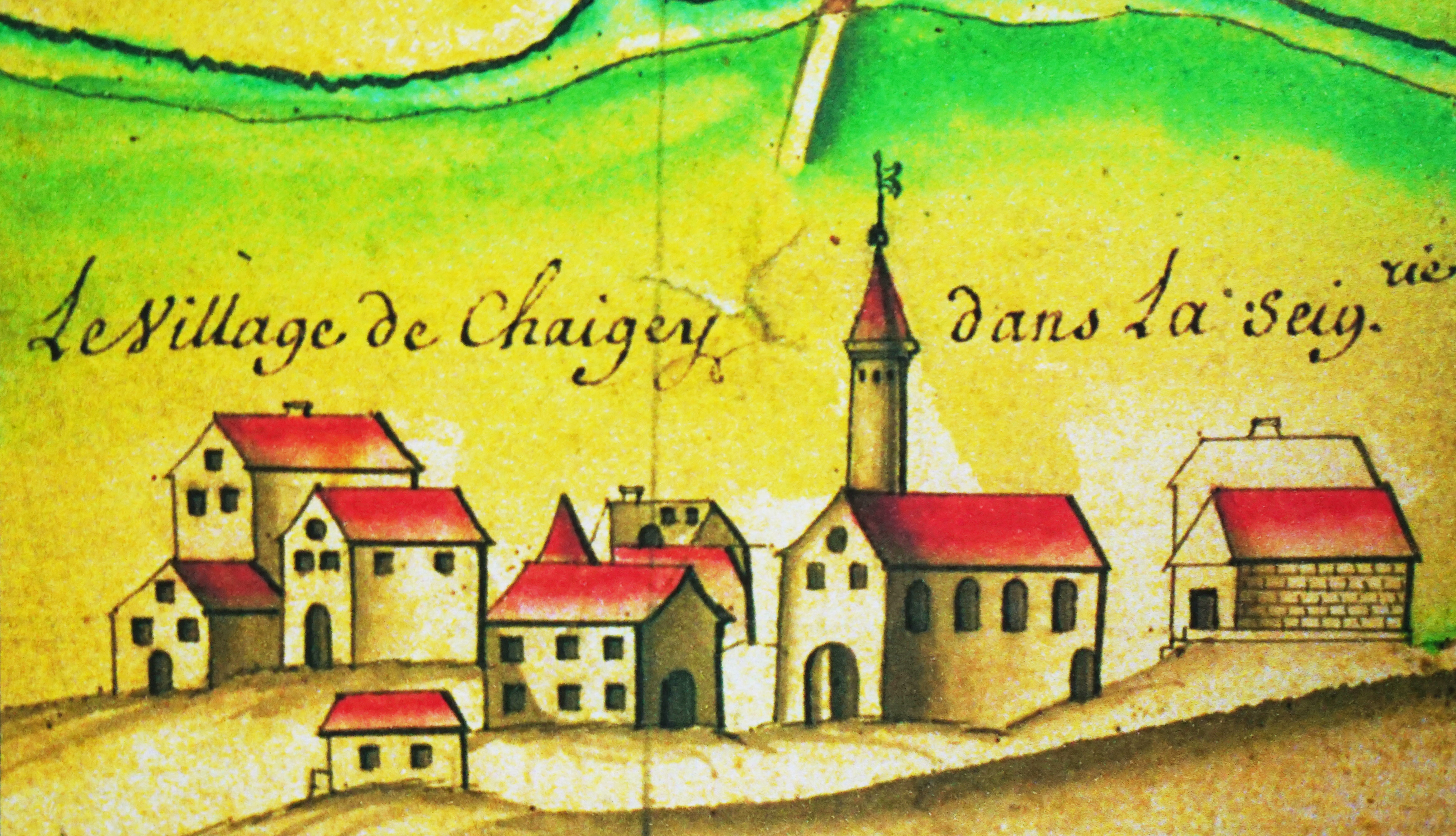
L’ancienne église de Chagey.

Lors de la guerre franco-allemande de 1870, la commune est marquée par des combats, en 1871, durant la Bataille d'Héricourt ou de la Lizaine, opposant l’armée de l’Est, avec des mobiles bressans, commandée par le général Bourbaki aux Prussiens de Von Werder.

## Politique et administration

Carte départementale représentant en rouge la communauté de communes du Pays d'Héricourt.

### Rattachements administratifs et électoraux
Chagey fait partie de l'arrondissement de Lure du département de la Haute-Saône, en région Bourgogne-Franche-Comté.
La commune était historiquement rattachée depuis la Révolution française au canton d'Héricourt. Celui-ci a été scindé en 1985 et la commune rattachée au canton de Héricourt-Est. Dans le cadre du redécoupage cantonal de 2014 en France, la commune fait désormais partie du Canton d'Héricourt-1.

### Intercommunalité
La commune est membre de la communauté de communes du Pays d'Héricourt, intercommunalité créée au 1er janvier 2001

### Liste des maires

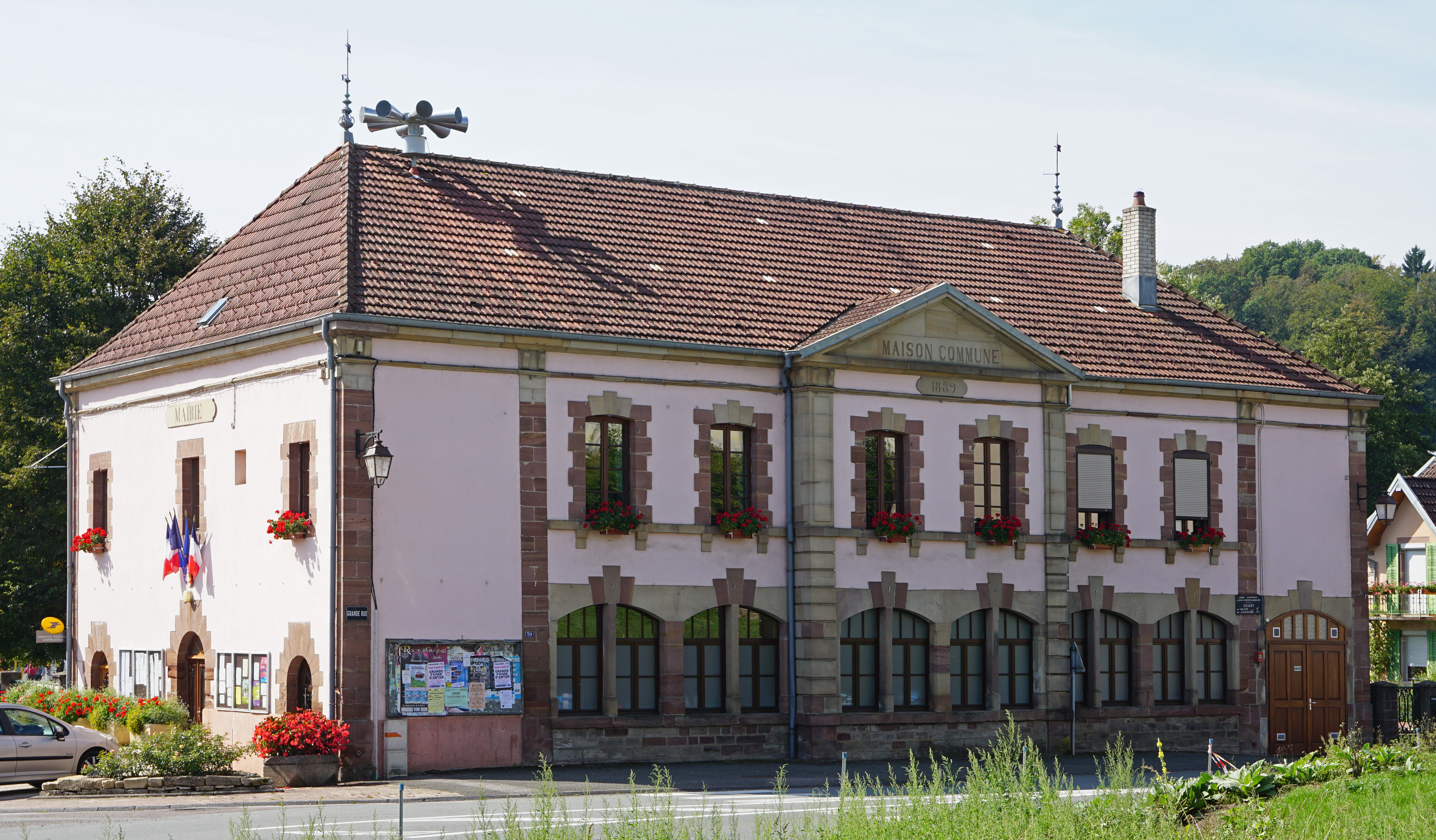
La mairie-école.

| Période                                  | Période                   | Identité         | Étiquette | Qualité   |
| ---------------------------------------- | ------------------------- | ---------------- | --------- | --------- |
| Les données manquantes sont à compléter. |                           |                  |           |           |
| 1983                                     | 1987                      | Marguerite Gitta |           |           |
| 1987                                     | 2001                      | Josette Loch     |           |           |
| mars 2001                                | juin 2004                 | Jean Hennequin   |           |           |
| juillet 2004                             | mai 2020                  | Josette Loch     |           | Retraitée |
| mai 2020                                 | En cours (au 25 mai 2020) | Nicolas Jouffray |           |           |

## Population et société

### Démographie
L'évolution du nombre d'habitants est connue à travers les recensements de la population effectués dans la commune depuis 1793. Pour les communes de moins de 10 000 habitants, une enquête de recensement portant sur toute la population est réalisée tous les cinq ans, les populations de référence des années intermédiaires étant quant à elles estimées par interpolation ou extrapolation. Pour la commune, le premier recensement exhaustif entrant dans le cadre du nouveau dispositif a été réalisé en 2008.

En 2022, la commune comptait 604 habitants, en évolution de −6,07 % par rapport à 2016 (Haute-Saône : −1,4 %, France hors Mayotte : +2,11 %).
| 1793 | 1800 | 1806 | 1821 | 1831 | 1836 | 1841 | 1846 | 1851 |
| ---- | ---- | ---- | ---- | ---- | ---- | ---- | ---- | ---- |
| 430  | 443  | 473  | 653  | 867  | 838  | 854  | 935  | 962  |

| 1856 | 1861 | 1866 | 1872 | 1876 | 1881 | 1886 | 1891 | 1896 |
| ---- | ---- | ---- | ---- | ---- | ---- | ---- | ---- | ---- |
| 921  | 897  | 960  | 867  | 870  | 797  | 796  | 725  | 656  |

| 1901 | 1906 | 1911 | 1921 | 1926 | 1931 | 1936 | 1946 | 1954 |
| ---- | ---- | ---- | ---- | ---- | ---- | ---- | ---- | ---- |
| 610  | 579  | 516  | 467  | 446  | 432  | 409  | 403  | 424  |

| 1962 | 1968 | 1975 | 1982 | 1990 | 1999 | 2006 | 2008 | 2013 |
| ---- | ---- | ---- | ---- | ---- | ---- | ---- | ---- | ---- |
| 470  | 472  | 545  | 567  | 621  | 659  | 671  | 675  | 651  |

| 2018 | 2022 | - | - | - | - | - | - | - |
| ---- | ---- | - | - | - | - | - | - | - |
| 626  | 604  | - | - | - | - | - | - | - |

### Enseignement
L'école communale compte, à la rentrée 2015-2016, 47 élèves dont 21 en maternelle, répartis en 2 classes.

### Santé
Un cabinet infirmier a été créé au village en 2014.
L'hôpital le plus proche est l'hôpital Nord Franche-Comté situé à Trévenans, dans le Territoire de Belfort (département voisin), entre Belfort et Montbéliard,.

## Culture locale et patrimoine

### Lieux et monuments
- Monument aux morts de la bataille de Montbéliard, constitué d'un socle surmonté d’une pyramide tronquée en granit de Belgique (taille de M. Cathlin de Servance, maçonnerie de Morand Wicker d’Héricourt) orné d'une diaichotte, paysanne du pays de Montbéliard en costume local, sculptée par Antoine Gautier et fondue par Gruet, offerts par l'industriel et alors capitaine au 50e régiment d'infanterie, Alfred Engel et inauguré le 7 novembre 1897, contenant les restes de 28 soldats français et de trois soldats prussiens, tous restés inconnus[25],[26].

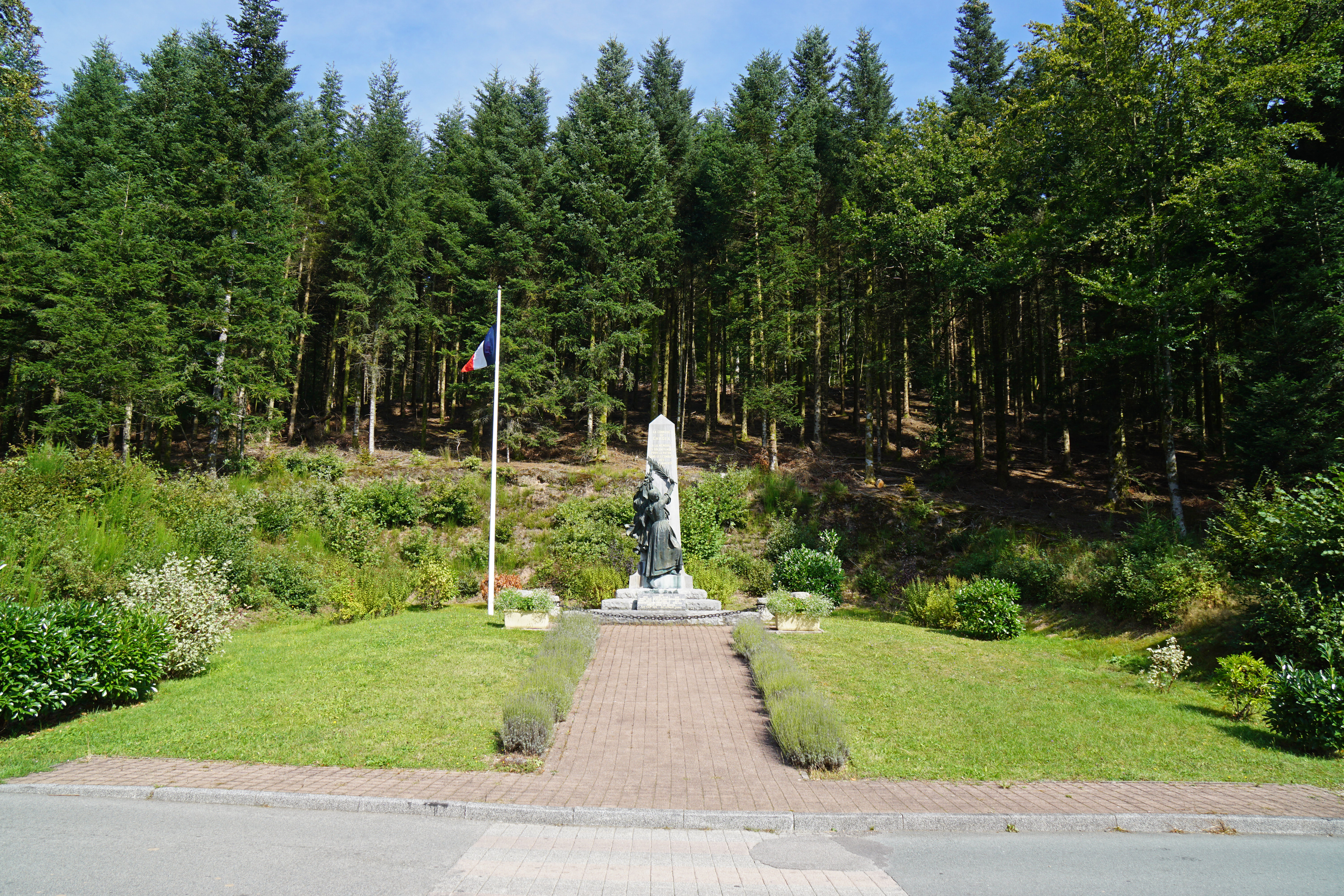
Monument aux morts de la guerre de 1870.
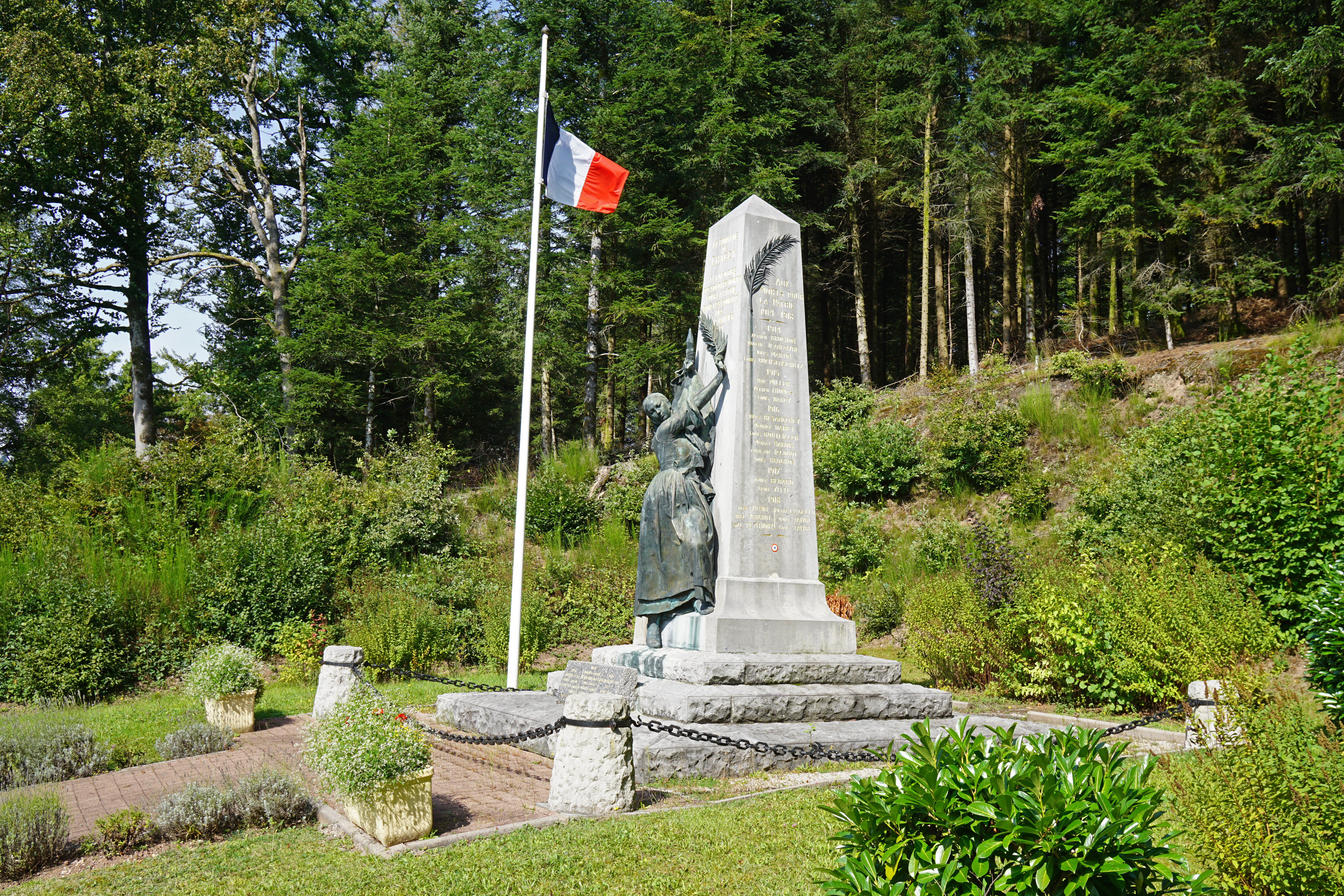
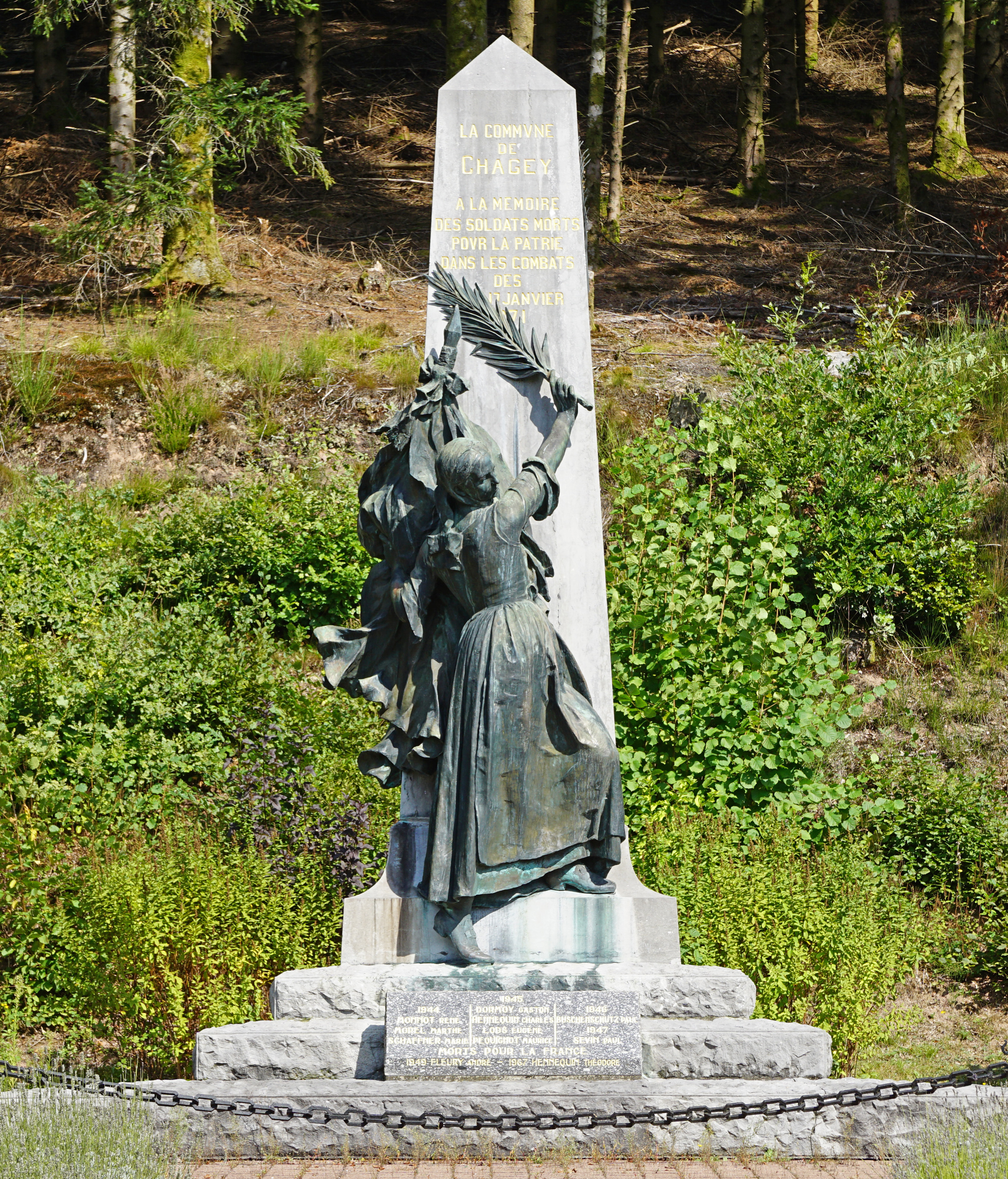
La diaichotte.

- Dans le cadre des dragonades ordonnées par Louis XV, le temple est pris le 27 août 1740 par les grenadiers royaux, lors d'échauffourées pendant lesquelles cinq habitants sont tués et de nombreuses personnes blessées. Une enquête prouve que plusieurs villages alentour ont envoyé des gens. Des otages sont choisis parmi les échevins et emmenés en détention à Besançon. Le temple est reconstruit en 1748, mais est affecté au culte catholique jusqu'à la Révolution française, où, en 1793, il est rendu à la communauté protestante[27].

L'église Saint-Martin.
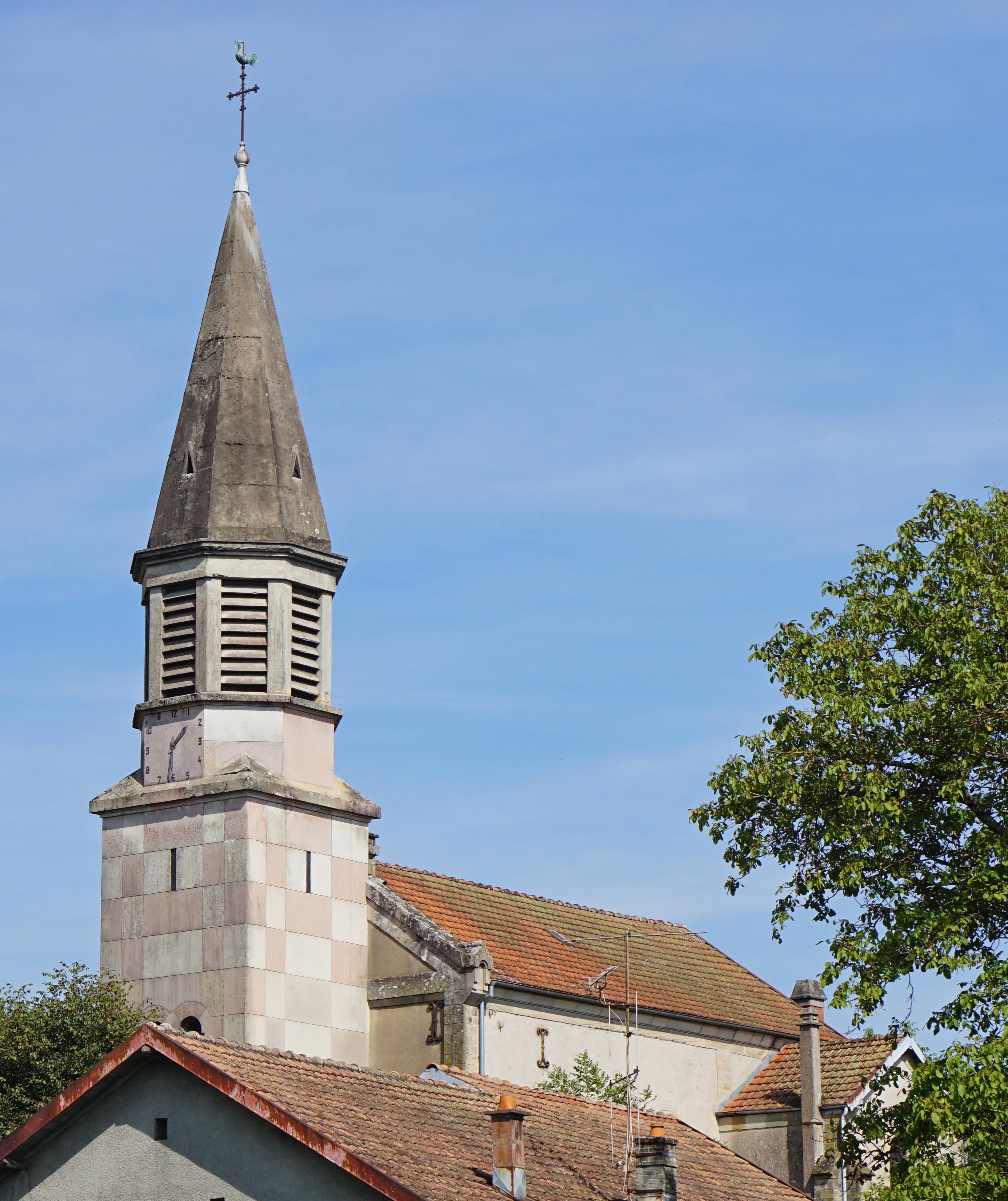
L'église Saint-Martin.
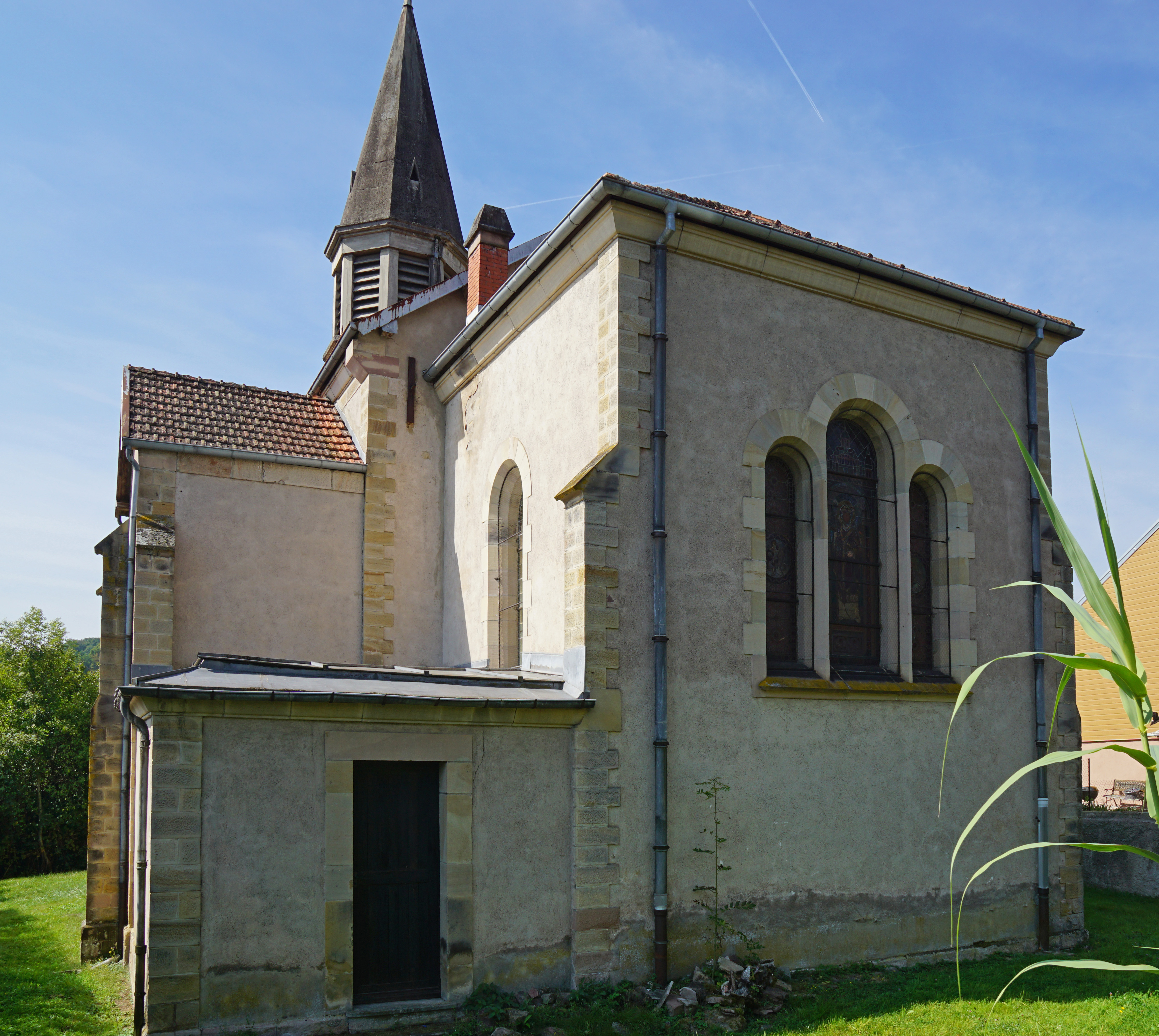
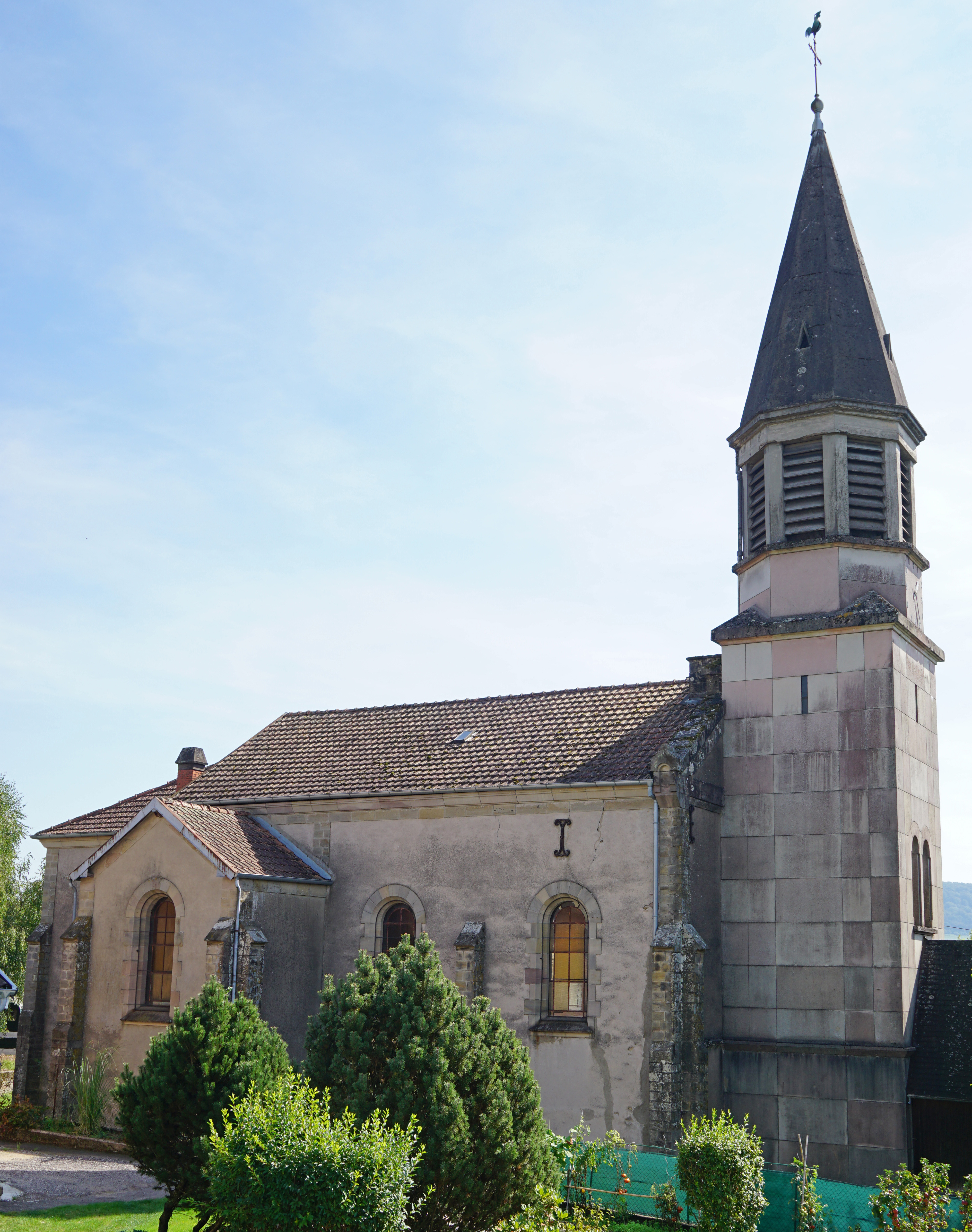
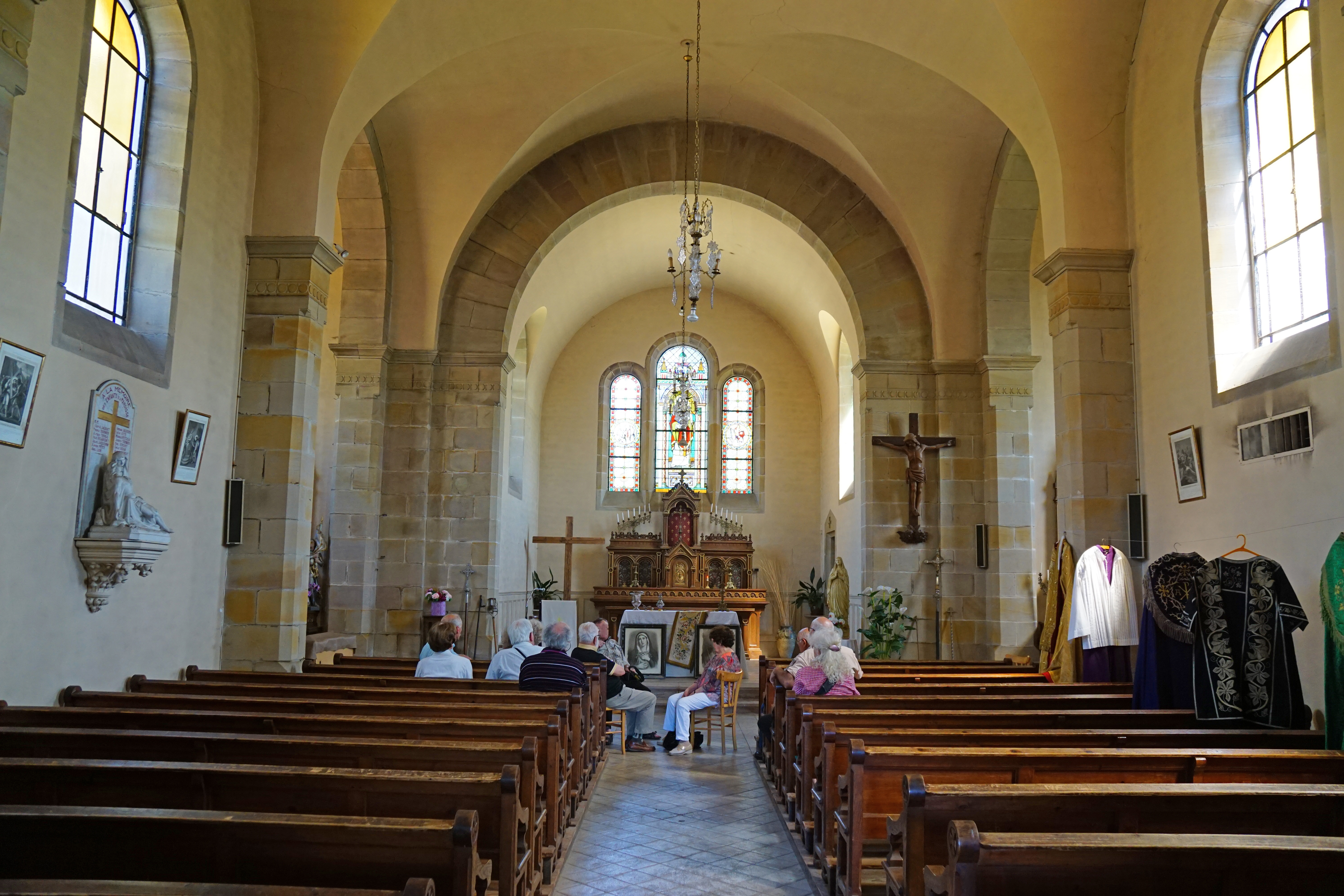
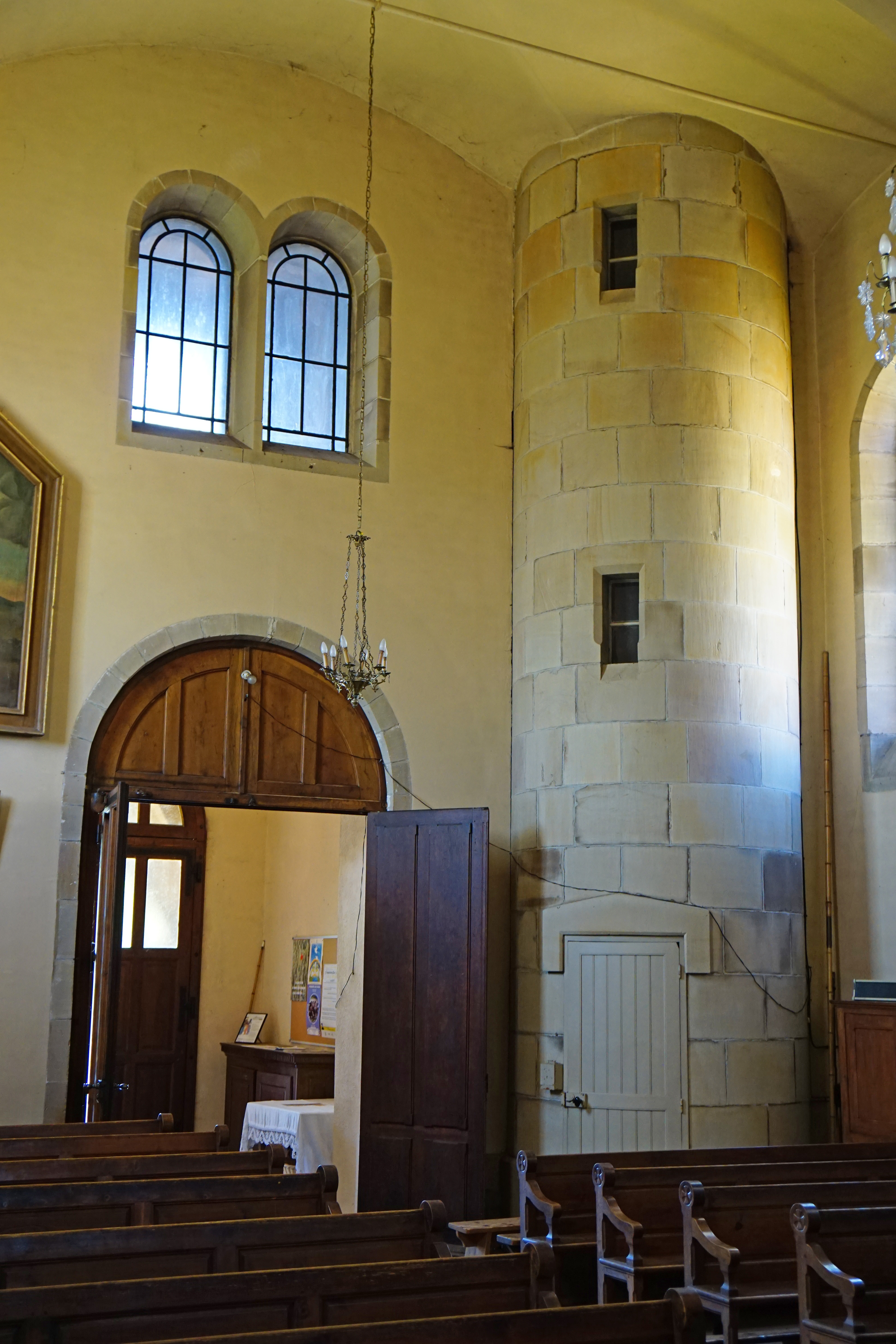

Temple protestant de Chagey.
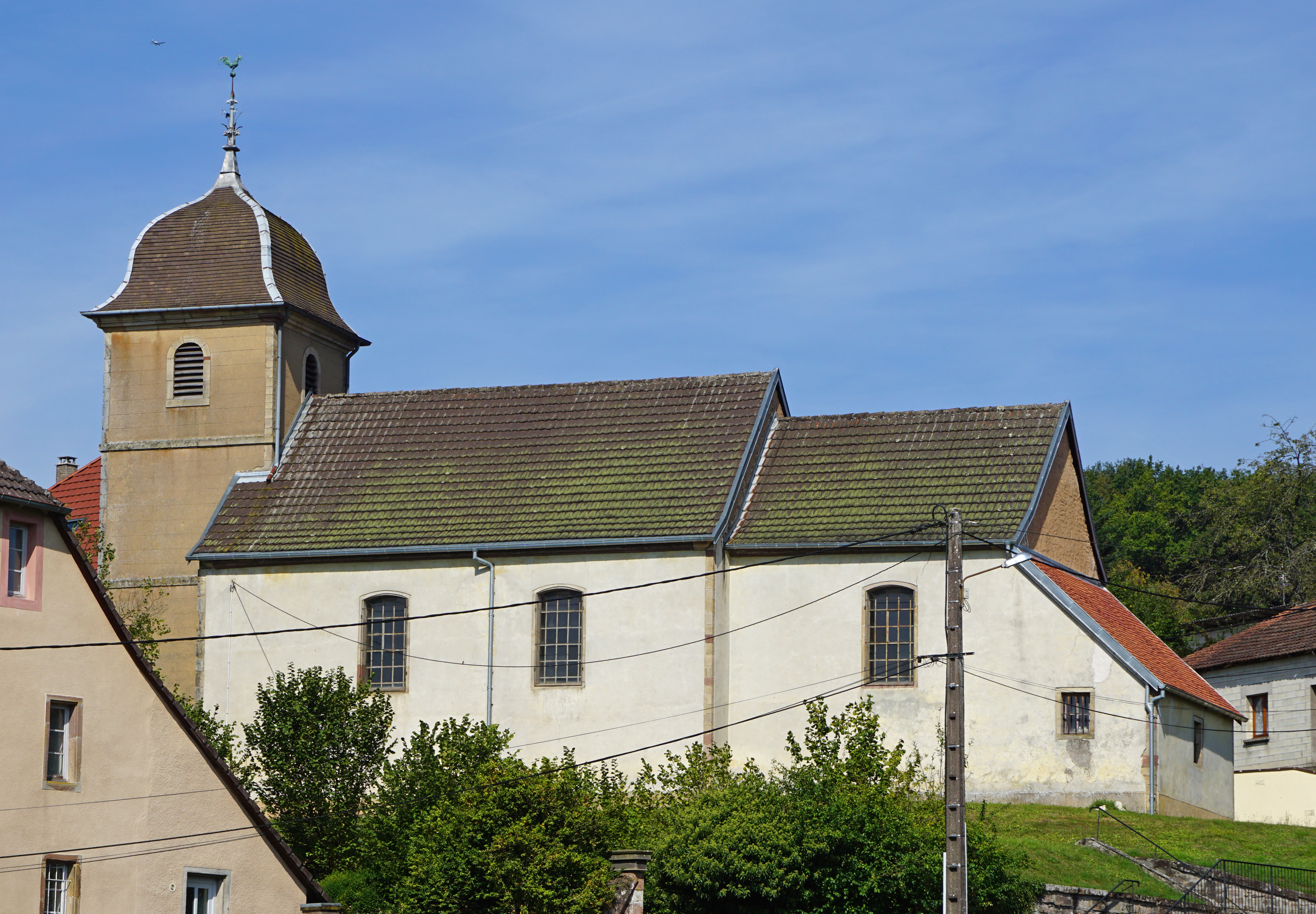
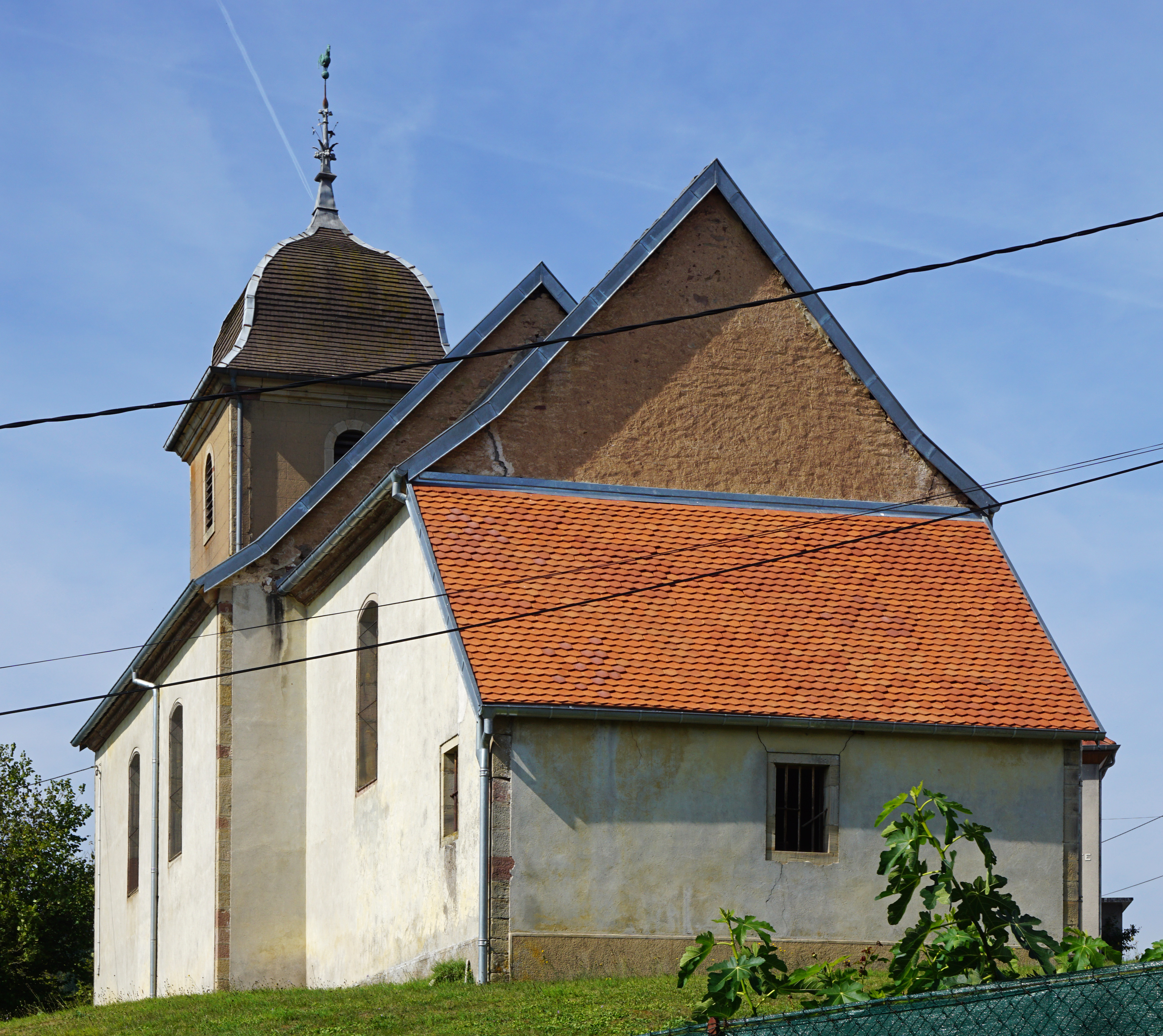
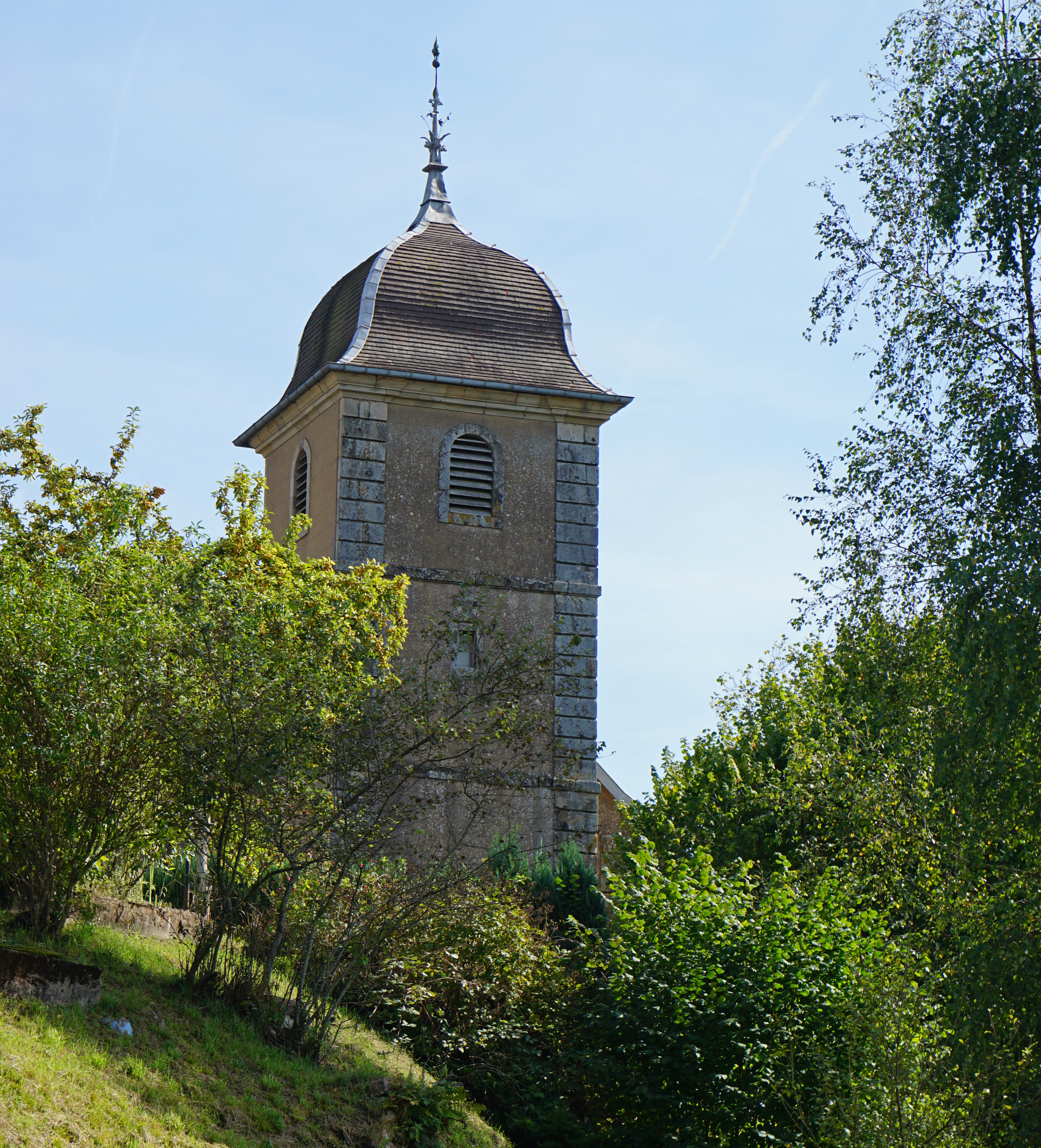
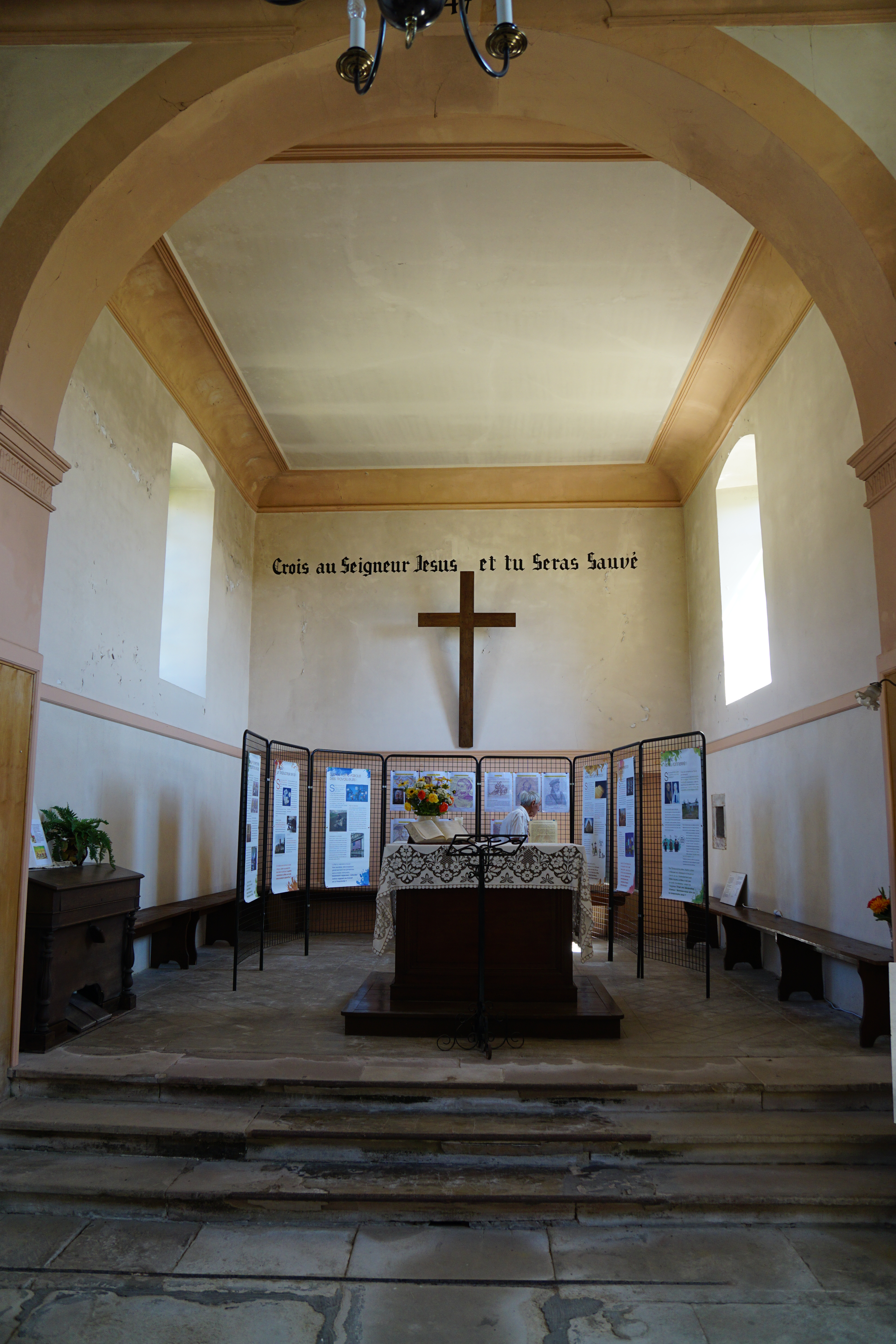

- Anciennes forges de Chagey, du début du XXe siècle, et dont l'histoire remonte à 1586 lorsque le comte de Montbéliard autorise les frères Morlot[28] de Fontenoy-le-Château à édifier sur la rivière La Lizaine, un haut-Fourneau[29].

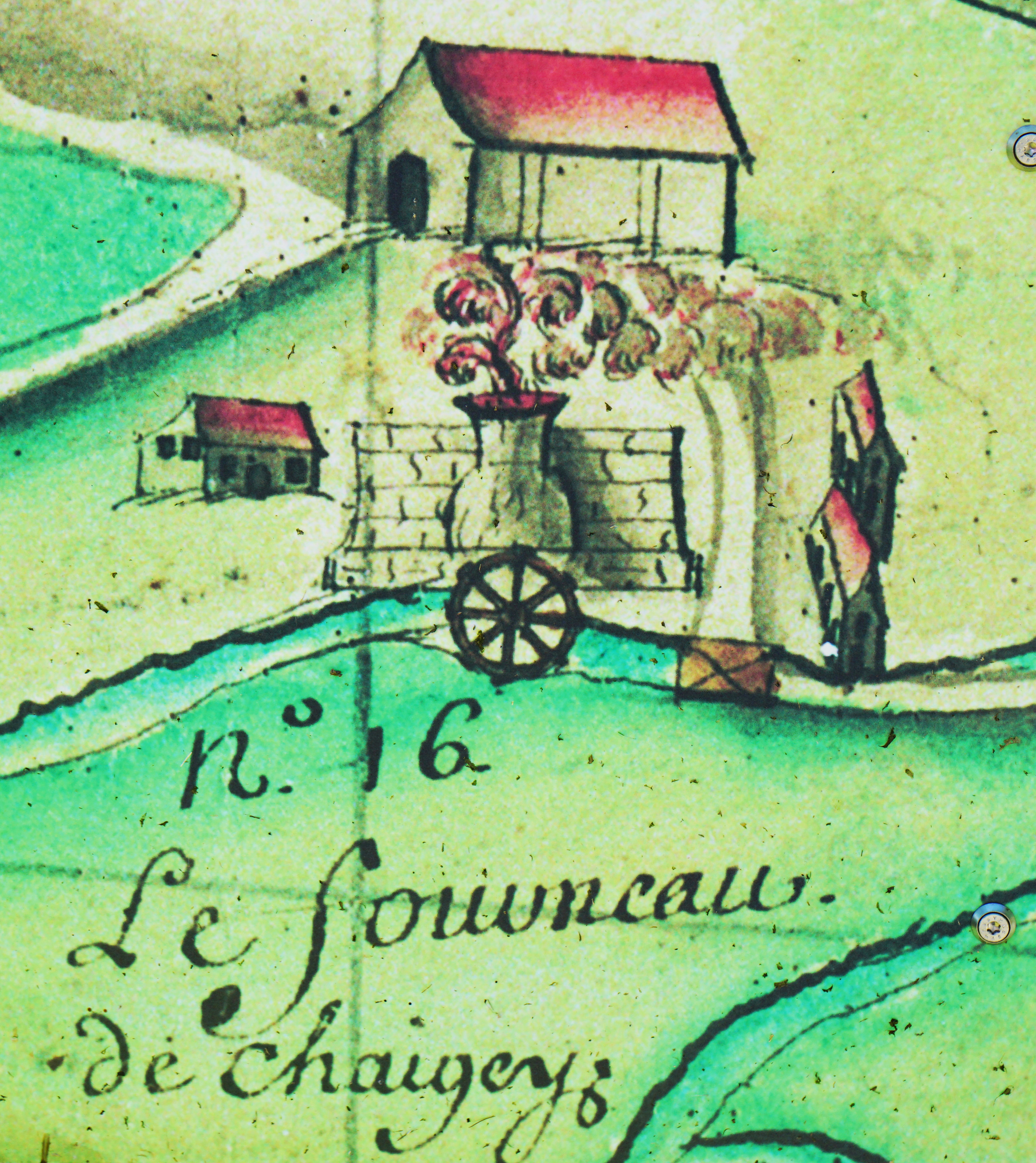
La forge

- Ancien tissage de coton Schwob Frères, construit vers 1918[30].
- Fontaine-lavoir, construite en 1850[31].

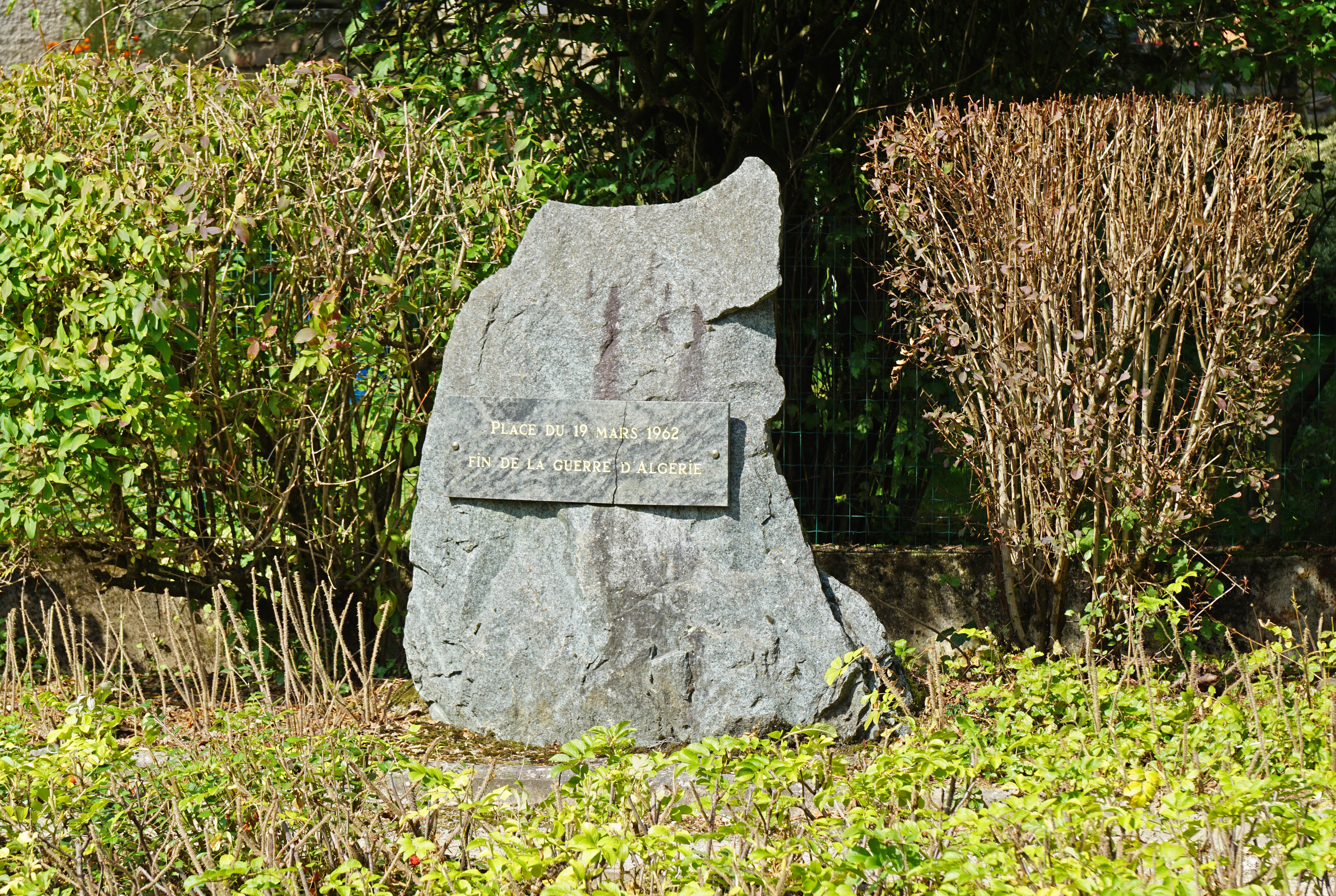
Stèle de la fin de la guerre d'Algérie.
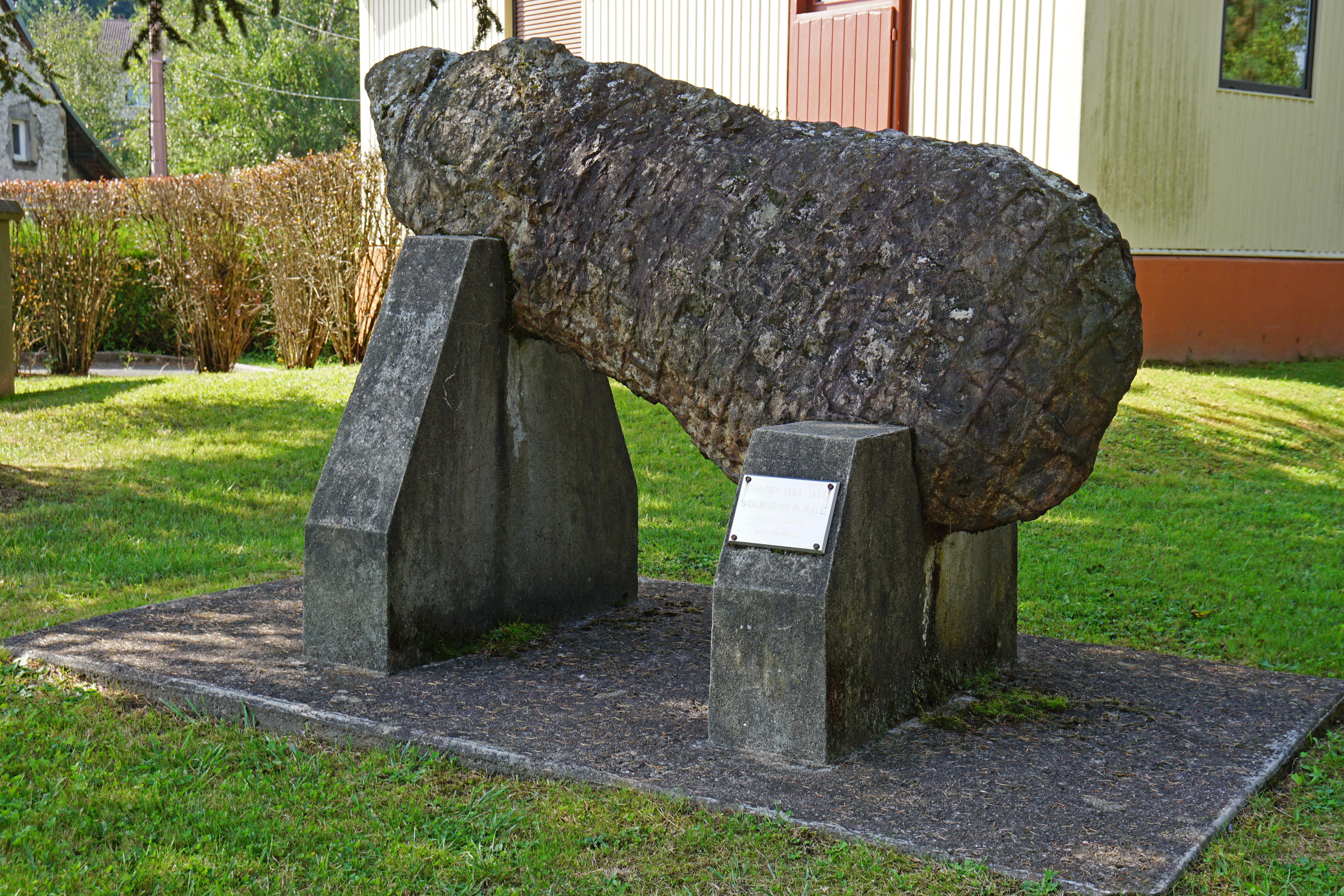
Horniau[Note 4] issu du haut-fourneau de Chagey.
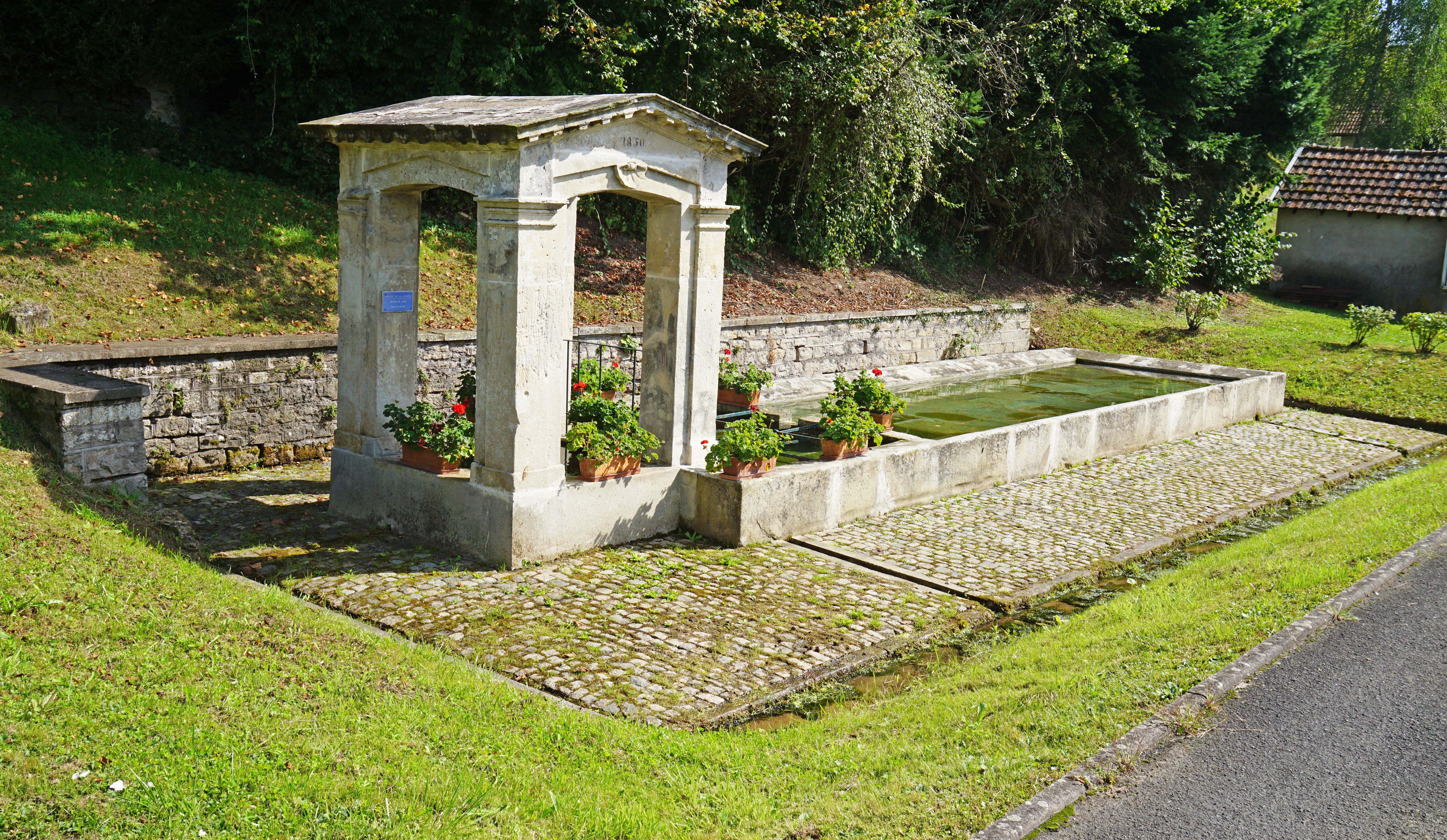
Fontaine-lavoir.
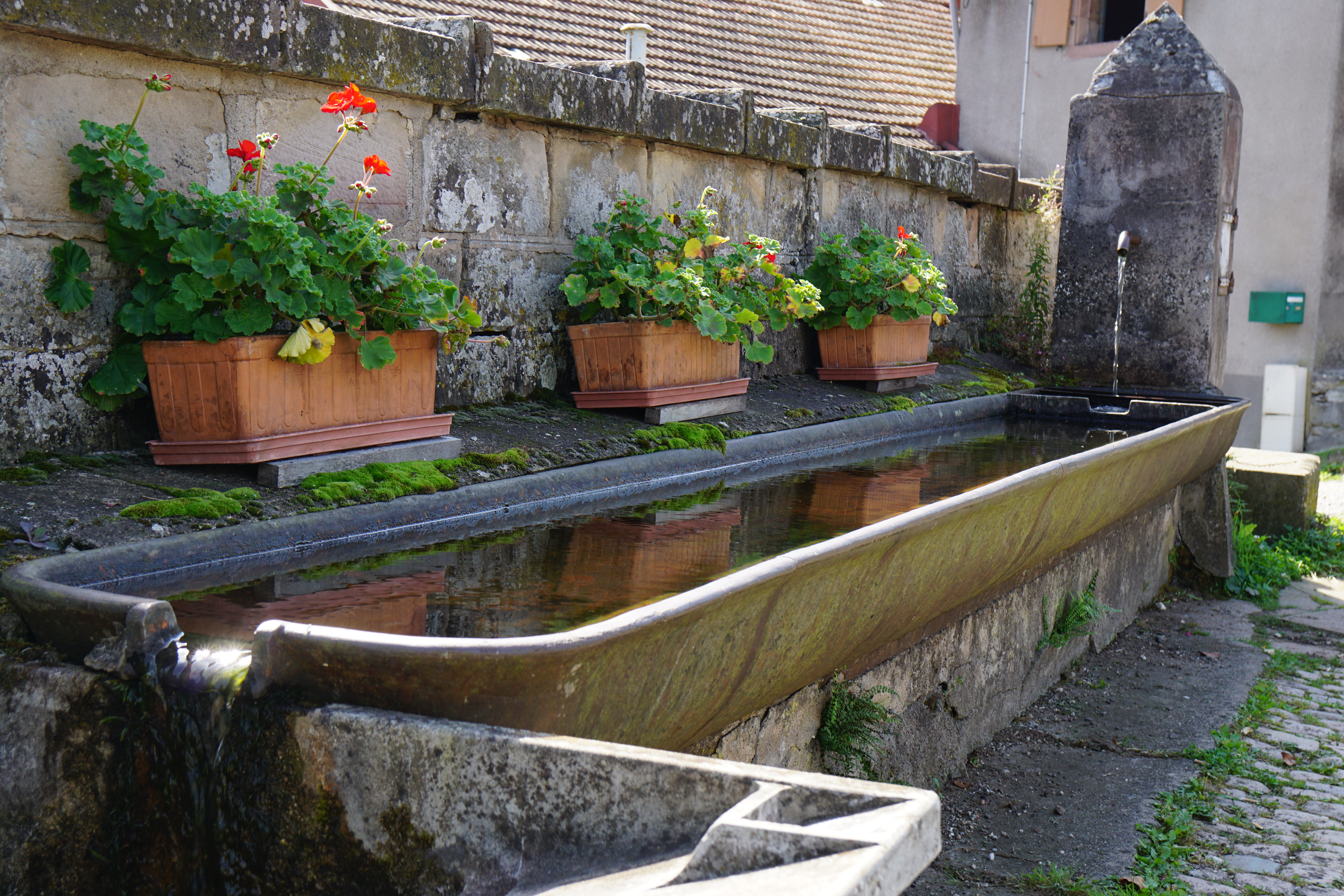
Une fontaine.

### Les deux Genéchier
Il semble que deux hameaux portant ce nom existaient sur la commune.
Le plus récent est créé en 1704 avant d'être rattaché à Chagey, il se trouvait le long d'un ruisseau qui se jette dans la Lizaine au-dessus du moulin de Luze et possédait son propre moulin depuis 1710. Fondé par Léonard Nardin, originaire d'Héricourt, simple "trompette" devenu capitaine d'un régiment d'infanterie puis chambellan et chef du conseil du duc Léopold-Eberhard de Wurtemberg, comte de Montbéliard. Ce dernier lui donnait ces terres en remerciement de ses services, Léonard les faisait défricher et construire quelques maisons où il installa neuf familles venues de Suisse et d'Allemagne. Après le décès de Léopold-Eberhard de Wurtemberg son successeur ordonna le séquestre de la terre de Genéchie, Léonard Nardin se plaça sous la protection de la France et renia la religion protestante en vigueur dans la principauté. En 1750 la population comptait 132 habitants et 17 maisons, le fief était transmis au baron de Goll, originaire de Colmar qui devait devenir vice-président de la régence de Montbéliard.
Un autre hameau plus ancien avait aussi pour nom Genéchier, il se situe le long du bois de Genéchier. Il appartenait à Eudes IV duc de Bourgogne depuis 1332 à la suite d'un traité qu'il avait passé avec les héritiers de Renaud de Bourgogne, comte de Montbéliard. En 1374 le hameau était rattaché à la seigneurie Héricourt et deux de ses habitants, Guy Perrenel dit Narbon et Perrenel le Chappuis, étaient admis aux privilèges de la bourgeoisie d'Héricourt.

### Héraldique
| Blason de Chagey | Blason  | D’or aux deux jumelles en pal entrelacées en pointe avec deux jumelles ondées, le tout de gueules, à la roue de sable dentée de huit pièces en queue d’aronde brochant aussi en pointe et surmonté d’un haut fourneau du même enflammé de gueules, brochant sur les jumelles en pal et accosté de deux ramures de cerf adossées aussi de sable. |
| Blason de Chagey | Détails | Le statut officiel du blason reste à déterminer. |